# Editura Polirom
Editura Polirom este o editură din România fondată în 1995, având sediul central la Iași.

## Prezentare
Editura s-a „născut” în februarie 1995 primul titlu fiind cartea lui Adrian Marino, Pentru Europa. Integrarea României. Aspecte ideologice și culturale dar portofoliul editurii se concretizează acum în 35 de domenii editoriale și peste 55 de serii și colecții. În primul an au apărut 15 titluri și s-a ajuns la peste 2300. 

## Colecții
Comparativ cu celelalte edituri din țară, Polirom a ales să ducă și o politică editorială de nișă, oferind titluri chiar și în domenii fără vînzări mari, precum comunicarea, literatura română contemporană sau studiile de gen. În același timp, Polirom este editura care a mizat cel mai mult pe literatura românească tînără. 
Colecția Ego. Proză, coordonată de Lucian Dan Teodorovici, găzduiește debuturile editoriale ale unor tineri scriitori colecția depășind în acest moment 50 de titluri publicate în numai trei ani de la apariția sa din 2004. 
Colecția Plural a editurii, pornită din 1995, a fost mulți ani și marca sa. O colecție interdisciplinară care și-a propus și a reușit să devină o bibliografie selectivă pentru multe domenii ale cunoașterii: antropologie, filosofie, religie, politologie, dar și pentru orice categorie de cititori.
Colecția de Limbi străine, coordonată de Ema Stoleriu, cuprinde ghiduri și manuale de conversație, cursuri practice însoțite de CD, dicționare și compendii gramaticale menite să fie instrumente de lucru utile pentru cei care doresc să învețe și să aprofundeze o limbă straină, de la nivelul începător pînă la cel mai avansat.
Colecția Biblioteca Polirom, coordonată de Bogdan-Alexandru Stănescu, include traduceri din clasicii universali, ai modernității, proza secolelor XX și XXI. Editura mai promovează în premieră pentru România: o colecție numită Biblioteca Ioan Petru Culianu, care va conține toate scrierile ilustrului om de știință român, Ideea europeană, A treia Europă, Studii media sau Studii de gen, dar și Chic, prima colecție de chicklit din România sau Ego. Grafii, colecție care găzduiește autobiografii românești sau străine. 
Cele mai căutate domenii sînt Literatură, Psihologie, Pedagogie, Limbi străine sau Informatică și Calculatoare. Campanii precum „Votează literatura tînără”, premiul anual pentru debut „Ioan Petru Culianu” sau relansarea editurii Cartea Românească au propulsat editura în topul instituțiilor de cultură din România. Tot editura ieșeană editează din 13 noiembrie 2004 săptămînalul Suplimentul de cultură, care se distribuie gratuit împreună cu Ziarul de Iași.

## Critici
În cartea sa Cum se scrie un text științific în domeniul disciplinelor umaniste, Ilie Rad notează în mod eronat că editura Polirom ar încălca normele de tehnoredactare, lăsând spațiu înainte de semnul exclamării și înainte de semnul întrebării. Autorul face o confuzie neintenționată. Ulterior, volumul în cauză a fost reeditat la Editura Polirom cu corecturile și adăugirile de rigoare.